# Living on video
Living on video är en låt skriven av den kanadensiska synthmusikgruppen Trans-X 1981. De gjorde även en franskspråkig version under titeln Vivre sur Vidéo.
År 2006 gjorde den franska DJ:n Pakito en populär cover på låten. Svenska bandet Fidget har också gjort en cover.